# Trận Nghiệp Thành (758-759)
Trận Nghiệp Thành 758-759 (chữ Hán: 邺城之战 - Nghiệp Thành chi chiến) là trận chiến trong loạn An Sử giữa chính quyền nhà Đường và chính quyền Đại Yên giữa thế kỷ 8 trong lịch sử Trung Quốc.

## Bối cảnh
Năm 755, An Lộc Sơn khởi binh chống nhà Đường. Đầu năm 756, An Lộc Sơn đánh chiếm được hai kinh Lạc Dương và Trường An, xưng làm hoàng đế Đại Yên. Nhưng không lâu sau, Lộc Sơn bị con là An Khánh Tự giết chết cướp ngôi.
Nhân lúc nội bộ Đại Yên chia rẽ, quân Đường tổ chức lại và phản công. Tới tháng 10 năm 757, Quách Tử Nghi và Bộc Cố Hoài Ân thu phục được cả hai kinh thành. An Khánh Tự bị đánh đại bại phải rút về Nghiệp Thành cố thủ.
Theo kế của mưu sĩ Nghiêm Trang, An Khánh Tự gọi mãnh tướng Sử Tư Minh đang chinh chiến ở Hà Bắc về hội quân, với ý định cướp quân của Tư Minh. Tư Minh thấy Đại Yên suy yếu mà An Khánh Tự có ý thôn tính mình, bị kẹp giữa quân Đường và quân Yên, bèn quyết định quy hàng nhà Đường để tránh việc bị cả quân Đường và quân Khánh Tự truy sát.
Tháng 12 năm 757, Đường Túc Tông trở lại Trường An. Sử Tư Minh mang 8 vạn quân cùng 13 quận Hà Bắc về hàng Đường Túc Tông. Túc Tông phong Tư Minh làm Quy Nghĩa vương, kiêm Tiết độ sứ Phạm Dương. Sử Tư Minh muốn tỏ lòng trung thành với nhà Đường bèn bắt chém các tướng cũ của An Lộc Sơn là An Thủ Trung và Lý Lập Tiết, chỉ có A Sử Na là người quen cũ nên được tha.
Tuy thu nhận cho Tư Minh hàng nhưng nhà Đường vẫn nghi ngại Sử Tư Minh vì ông từng giúp đắc lực cho An Lộc Sơn. Tướng Lý Quang Bật cũng gửi thư khuyên Đường Túc Tông phải đề phòng Tư Minh. Năm 758, Đường Túc Tông sai Ô Thừa Ân đến bổ nhiệm Tư Minh làm Phó soái, song thực chất là để chờ thời cơ sát hại Tư Minh. Việc đó lộ ra, Sử Tư Minh bèn bắt Ô Thừa Ân, khám trong người có mật chiếu của Túc Tông và thư của tướng Lý Quang Bật muốn trừ khử mình. Sử Tư Minh vô cùng giận dữ, quyết định phản lại nhà Đường một lần nữa.
Nhà Đường huy động đại quân gồm Tiết độ sứ 9 phương đi đánh An Khánh Tự. Cuộc chiến bắt đầu từ năm 758.

## Diễn biến

### Nhà Đường điều quân
Tháng 9 năm 758, Đường Túc Tông tổng động viên 9 Tiết độ sứ đi đánh An Khánh Tự, tổng cộng 60 vạn người. Các Tiết độ sứ ra quân gồm có:
1. Quách Tử Nghi - Tiết độ sứ Sóc Phương
2. Lỗ Linh - Tiết độ sứ Hoài Tây
3. Lý Hoán - Tiết độ sứ Hưng Bình
4. Hứa Thúc Dực - Tiết độ sứ Hoạt châu
5. Lý Tư Nghiệp - Tiết độ sứ Trấn Tây - Bắc Đình
6. Lý Quản Tông - Tiết độ sứ Trịnh Sát
7. Thôi Quảng Viễn – Tiết độ sứ Hà Nan
8. Lý Quang Bật - Tiết độ sứ Hà Đông
9. Vương Tư Lễ - Tiết độ sứ Quan Nội

Khi ra quân, Đường Túc Tông thấy 2 tướng Quách Tử Nghi và Lý Quang Bật đều nhiều công lao, nên không muốn để ai dưới quyền ai, bèn cho hoạn quan Ngư Triều Ân làm Quan quân dung sứ, thống lãnh quyền chỉ huy.

### An Khánh Tự bại trận về Nghiệp Thành
Trong 9 cánh quân xuất chiến, cánh quân của Quách Tử Nghi bao vây tấn công Vệ châu. An Khánh Tự vội dẫn 7 vạn quân chia làm 3 ngả, tăng viện cho Vệ châu.
Tử Nghi bố trí 3000 tay cung nấp sau lũy đất rồi dẫn quân ra khiêu chiến. An Khánh Tự thúc quân ra đánh. Tử Nghi giả thua chạy, quân Yên đuổi theo. Bất thần các tay nỏ vùng dậy bắn, giết hơn nửa quân Yên. Tử Nghi cũng quay trở lại đánh giết. An Khánh Tự thua lớn, dẫn tàn quân bỏ chạy về Nghiệp Thành.

### Sử Tư Minh cứu Nghiệp Thành
Thấy quân Đường rầm rộ kéo đến, bao bọc Nghiệp Thành. An Khánh Tự liệu thế không chống nổi, sai người cầu cứu Sử Tư Minh. An Khánh Tự trong tình cảnh tuyệt vọng phải lấy điều kiện nhường ngôi vua Yên cho Tư Minh để được cứu mạng.
Sử Tư Minh nhận lời, từ Phạm Dương mang 13 vạn quân đi cứu vua Yên An Khánh Tự.
Lúc đó quân Đường do Tiết độ sứ 9 phương của nhà Đường chỉ huy, khí thế rất mạnh mẽ. Sử Tư Minh thấy vậy bèn đóng quân từ xa ở Phẫu Dương để tạo thanh thế.
Nghiệp Thành bị vây nhiều tháng. Quân Đường đào thủy tường thành, rồi dẫn nước sông Chương vào thành. Nghiệp Thành bị ngập khắp nơi, nhưng An Khánh Tự vẫn cố thủ chờ Sử Tư Minh tiếp ứng. Trong thành, lương thực đã cạn, mọi người phải đào rau dại, bóc bỏ cây để ăn, đến một con chuột cũng có giá 4000 quan tiền.
Các tướng nhà Đường vững dạ tin rằng sớm muộn thành cũng bị hạ. Phía quân Yên có nhiều người muốn ra hàng, nhưng vì nước ngập quá cao nên không có cách nào trốn ra ngoài được. Hoạn quan Ngư Triều Ân làm tổng chỉ huy không hiểu việc quân, không hạ lệnh tác chiến nên cho dù thành đã rất nguy vẫn chưa bị hạ. Các đạo quân Đường án lại không tiến không lui.
Nắm được tình hình đó, Sử Tư Minh quyết định tấn công. Ông chỉnh đốn lại quân ngũ, thúc quân tiến đến gần Nghiệp Thành, cách 50 dặm thì dừng lại. Sau đó Sử Tư Minh chia quân ra đóng làm 4 trại, cho gióng trống khua chiêng inh ỏi, đồng thời mỗi trại chọn ra 500 quân tinh nhuệ, hàng ngày khiêu chiến và tập kích quân Đường. Khi quân Đường xuất trận, Tư Minh lui quân về trại. Liên tiếp nhiều ngày Sử Tư Minh quấy rối quân Đường khiến quân Đường bị tổn thất khá nhiều.
Một mặt quấy rối đại trại, mặt khác Sử Tư Minh điều một cánh quân đi cướp xe lương của quân Đường. Đạo quân đông đảo 60 vạn người thiếu lương thực bị đói. Các trại quân Đường dao động.
Tháng 3 năm 759, Sử Tư Minh đích thân dẫn 5 vạn quân tiến thẳng vào doanh trại quân Đường. Thấy quân Yên tới khiêu chiến, các tướng nhà Đường cho rằng đó chỉ là đội quân nhỏ không thèm để ý. Thừa lúc quân Đường sơ hở, Sử Tư Minh thúc quân đánh thốc vào đại trại. Quân đội của Tư Minh mạnh mẽ, đánh tan đại quân Tiết độ sứ 9 phương của nhà Đường. Quân Đường bị đánh bại và thua chạy tan tác, Nghiệp Thành được giải vây. Các Tiết độ sứ nhà Đường thua chạy hỗn loạn, mỗi người một phương.
Trong lúc hỗn loạn, nhiều tướng nhà Đường để cho quân sĩ cướp bóc nhà dân, riêng cánh quân của Lý Quang Bật chỉ huy vẫn nghiêm túc rút lui, trở về Biện châu.

## Hậu quả và ý nghĩa
Nghiệp Thành qua được cơn hiểm nghèo nhưng An Khánh Tự thế yếu suy kiệt, phải dâng biểu xưng thần với Sử Tư Minh, từ bỏ ngôi vua Yên. Sử Tư Minh lấy lời lẽ dụ Khánh Tự, đề nghị đến doanh trại để kết làm hai nước anh em cùng chống nhà Đường. An Khánh Tự nghe theo, bèn đến doanh trại của Tư Minh. Tư Minh gặp An Khánh Tự bèn bắt giữ, kể tội giết cha, rồi giết chết Khánh Tự.
Tư Minh thu hết thủ hạ của An Khánh Tự trở về Phạm Dương và đến tháng 4 năm 759, Sử Tư Minh tự xưng là Yên đế, đặt niên hiệu là Thuận Thiên. Đại Yên được bảo tồn nhưng đã thay chủ mới.
Phía nhà Đường, hoạn quan Ngư Triều Ân vốn ganh ghét với công trạng của Quách Tử Nghi, dâng sớ đổ lỗi cho Tử Nghi chịu toàn bộ trách nhiệm về việc quân Đường bại trận ở Nghiệp Thành. Đường Túc Tông bèn triệu Tử Nghi về triều, sai Lý Quang Bật nắm quyền chỉ huy quân đội.
Kể từ đó cuộc chiến giữa Đại Đường và Đại Yên có những người chỉ huy mới: Sử Tư Minh đối đầu với Lý Quang Bật, kế sau đó là trận Hà Dương.